# Pentax *ist DL
Die Pentax *ist DL ist eine digitale Spiegelreflexkamera, die im Juli 2005 auf den Markt gekommen ist. Sie besitzt einen 6,1-Millionen-Pixel-CCD-Sensor und einen 3-Punkt-Autofokus (SAFOX VIII).

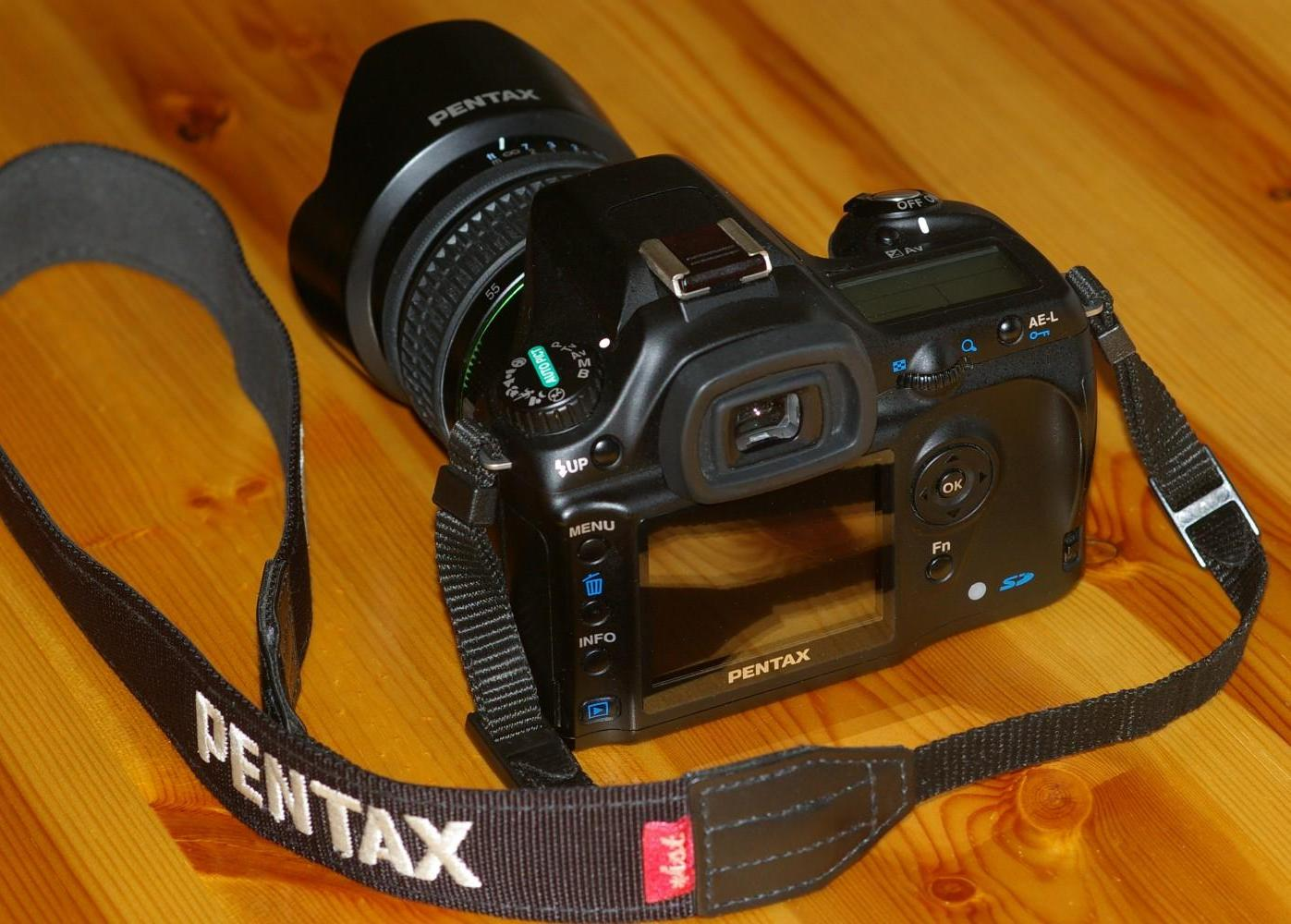
Pentax *ist DL, schwarz, Rückseite

Die Pentax *ist DL ist nach der Pentax *ist D und der Pentax *ist Ds die dritte digitale Spiegelreflexkamera von Pentax. Sie unterscheidet sich von der *ist Ds durch einen geänderten Sucher, der nicht mit einem Pentaprisma-, sondern mit einem Pentaspiegel-Sucher arbeitet. Der Speicher für Serienbilder und die Anzahl der Fokussensoren wurde verringert. Auch wurde das Display auf 2,5″ vergrößert (bei unveränderten 210.000 Pixeln). Von den Pentax-Vorgängermodellen unterscheidet sich die *ist DL, wie die späteren Pentax-DSLRs, zudem durch die fehlende Unterstützung von älteren TTL-Blitzgeräten mit analoger Steuerung.
Die Verschlusszeiten reichen von 1/4000 bis 30 Sekunden, die manuell und automatisch einstellbare Lichtempfindlichkeit reicht von ISO 200 bis zu ISO 3200. Wie ihre größere Schwester, die Pentax *ist Ds, kann sie mit handelsüblichen Mignon-Batterien oder -Akkus betrieben werden.
Acht Weißabgleichsstufen sind wählbar. Das Gewicht der Kamera beträgt 470 Gramm ohne Batterien und Speicherkarte; sie ist 125 mm breit, 92,5 mm hoch und 67 mm tief.
Durch das Pentax-KAF-Objektivbajonett können KAF2-, KAF- und KA-kompatible Objektive verwendet werden. Auch ältere K-Objektive funktionieren mit Funktionseinschränkungen, wenn die Verwendung des Blendenrings im Kameramenü zugelassen wird.
Im Februar 2006 wurde die Nachfolgerin, die Pentax *ist DL2 vorgestellt; diese war ursprünglich nicht für den europäischen Markt vorgesehen. Hier wurde anfänglich nur das baugleiche Schwestermodell Samsung GX-1L angeboten. Auch in Europa wurde die *ist DL2 letztendlich doch im Herbst 2006 in den Handel gebracht. Die auffälligste Veränderung ist der nun mit fünf Messfeldern ausgestattete Autofokus.